# إباحية (فلسفة)

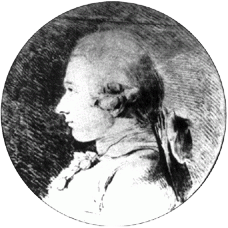
ماركيز دي ساد

الإباحيّ شخص يشكك ويتحدى معظم المبادئ الأخلاقية، مثل المسؤولية أو القيود الجنسية، وغالبًا ما توصف هذه السمات بأنها غير ضرورية أو غير مرغوب فيها أو شريرة. الإباحيّ بشكل خاص شخص يتجاهل أو حتى يزدري الأخلاق المقبولة وأشكال السلوك التي يراعيها المجتمع الأوسع. تُعرف قيم وممارسات الإباحيين مجتمعة باسم الإباحية أو المذهب الإباحي وتوصف بأنها شكل متطرف من مذهب اللذة أو الليبرالية. يقدّر الإباحيون المتع الجسدية، أي تلك التي تُختبر من خلال الحواس. اكتسبت الإباحية كفلسفة أتباعًا جددًا في القرون السابع عشر والثامن عشر والتاسع عشر، خاصة في فرنسا وبريطانيا العظمى. تشمل أسماء أبرز الإباحيين جون ويلموت، إيرل روتشستر الثاني، وسيرانو دي بيرجراك، وماركيز دي ساد.

## تاريخ المصطلح
استُخدمت كلمة إباحي في الأصل من قبل جان كالفن لوصف معارضي سياساته في جنيف بسويسرا، بشكل سلبي. عارضت المجموعة التي قادها آمي بيرين «إصرار كالفن على أن الانضباط الكنسي يجب أن يُطبق بشكل موحد على جميع أفراد المجتمع الجنيفي». انتُخب بيرين وحلفاؤه في مجلس المدينة عام 1548 و«وسعوا قاعدة دعمهم في جنيف من خلال إثارة الاستياء بين السكان القدامى ضد العدد المتزايد من اللاجئين الدينيين الفارين من فرنسا بأعداد أكبر». كان الكالفينيون قد ترسخت مكانتهم في مجلس مدينة جنيف بحلول عام 1555، لذا رد الإباحيون، بقيادة بيرين «بمحاولة انقلاب ضد الحكومة ودعوا إلى مذبحة ضد الفرنسيين. كان هذا آخر تحد سياسي كبير واجهه كالفن في جنيف». في إنجلترا، تبنّى بعض أتباع لولارد آراء إباحية مثل أن الزنا والفجور ليسا خطيئة، أو أن «أي شخص يموت في الإيمان سيخلص بغض النظر عن أسلوب حياته».
أصبح المصطلح أكثر ارتباطًا بالانغماس في الملذات خلال القرنين الثامن عشر والتاسع عشر. كتب شارل-موريس دي تاليران أن جوزيف بونابرت «سعى فقط إلى ملذات الحياة وسهولة الوصول إلى الإباحية» أثناء وجوده على عرش نابولي.

## الأدب
تعد رواية العلاقات الخطرة (1782)، وهي رواية رسائلية لبيير شوديرلو دي لاكلو، وصفًا حادًا للإباحية الجنسية. يناقش وايلاند يونغ: «إن مجرد تحليل الإباحية التي أظهرها روائي يتمتع بمثل هذه المهارة العالية في وسيلته الأدبية، كان كافيًا لإدانتها ولعب دور كبير في تدميرها».
تماشيًا مع تأكيد كالفن على الحاجة إلى توحيد الانضباط في جنيف، قدم صموئيل راذرفورد (أستاذ الدراسات الإلهية في جامعة سانت أندروز، ووزير مسيحي في إسكتلندا في القرن السابع عشر) معالجة صارمة «للإباحية» في عمله الجدلي «مناظرة حرة ضد حرية الضمير المزعومة» (1649).
تعد قصيدة هجاء ضد العقل والإنسان للشاعر جون ويلموت، إيرل روتشستر الثاني، قصيدة تتناول مسألة الاستخدام السليم للعقل، ويُفترض عمومًا أنها نقد هوبزي للعقلانية. يُخضع الراوي العقل للحس في هذه القصيدة. تستند إلى حد ما على نسخة بوالو من هجاء جوفينال الثامن أو الخامس عشر، وهي مدينة أيضًا لهوبز، ومونتين، ولوكريتيوس، وأبيقور، بالإضافة إلى التقليد الإباحي العام. نشأ الارتباك في تفسيرها لأنها غامضة حول ما إذا كان المتحدث هو روتشستر نفسه، أم شخصية مسخرة. تنتقد القصيدة غرور وفساد رجال الدولة والسياسيين في بلاط الملك تشارلز الثاني.
كانت الرواية الإباحية نوعًا أدبيًا يعود بشكل أساسي إلى القرن الثامن عشر، وتعود جذورها إلى التقاليد الإباحية الأوروبية، لكن بشكل رئيسي الفرنسية. انتهى هذا النوع الأدبي فعليًا مع الثورة الفرنسية. شملت مواضيع الروايات الإباحية معاداة رجال الدين، ومعاداة المؤسسات، والإيروتيكية.
من المؤلفين كلود بروسبر جوليو دي كريبيون (ضلالات القلب والعقل 1736، والأريكة، قصة أخلاقية 1742)، ودينيس ديدرو (المجوهرات المتطفلة 1748)، وماركيز دي ساد (تاريخ جولييت 1797-1801)، وشوديرلو دي لاكلو (العلاقات الخطرة 1782)، وجون ويلموت (سدوم، أو جوهر الانغماس في الملذات 1684). تشمل العناوين الشهيرة الأخرى تاريخ دوم بوغر، بواب الكارتوزيين (1741) وتيريز الفيلسوفة (1748). كان من رواد الكتّاب الإباحيين تيوفيل دو فيو (1590-1626) وشارل دي سانت-إفريمون (1610-1703)، اللذان استلهما من أبيقور ومن منشورات بترونيوس.
يُعد روبرت دارنتون مؤرخًا ثقافيًا غطى هذا النوع الأدبي بشكل مستفيض. وتستكشف مقالة من ثلاثة أجزاء في مجلة ذا بوك كوليكتر لديفيد فوكسن الأدب الإباحي في إنجلترا بين عامي 1660-1745.
انقسم النقاد حول القيمة الأدبية لكتاب ويليام هازليت ليبر أموريس، وهو سرد شخصي عميق عن حب محبط يختلف تمامًا عن كل ما كتبه هازليت من قبل. يرى واردل أنه كان مثيرًا لكنه شابته المبالغة العاطفية المريضة، ويقترح أيضًا أن هازليت ربما كان يتوقع بعض التجارب في التسلسل الزمني التي أجراها روائيون لاحقون.
ظهرت بعض المراجعات الإيجابية، مثل المراجعة في صحيفة غلوب في 7 يونيو 1823 التي ذُكر فيها أن: «كتاب ليبر أموريس فريد من نوعه في اللغة الإنجليزية، وربما يكون أول كتاب في حماسته وعنفه وتعريته المتهورة للعاطفة والضعف- للمشاعر والأحاسيس التي يسعى العامة جاهدين لإخفائها أو التستر عليها- والذي يكشف جزءًا من أكثر الخصائص المميزة لروسو، ويستحق الإشادة العامة». لخص دان كروكشانك في كتابه سر لندن الآثم هوس هازليت قائلًا: «بعد عقود من وفاتها، ظلت باتسي (كيرلس) تسكن خيال الكاتب ويليام هازليت، الذي سكن بالقرب من كوفنت جاردن خلال عشرينيات القرن التاسع عشر، إذ أصبح على دراية بشكل مزعج من العواقب الاجتماعية للهوس الجنسي غير التقليدي الذي كشفه في كتابه ليبر أموريس عام 1823، إذ اعترف بصراحة بولعه بابنة صاحب المنزل الشابة».

## الفلسفة
في عصر الباروك بفرنسا، وجدت حلقة من الفلاسفة والمثقفين المتحررين في التفكير، عُرفت باسم الانحلال المتعلم، وضمت كلًا من غابرييل نودي، وإيلي ديوداتي، وفرانسوا دو لا موت لو فاييه. ربط الناقد فيفيان دو سولا بينتو بين الإباحية عند جون ويلموت، إيرل روتشستر الثاني، والمادية الهوبزية.